# Holothuria mexicana
Holothuria mexicana е вид морска краставица от семейство Holothuriidae. Видът не е застрашен от изчезване.

## Разпространение
Разпространен е в Американски Вирджински острови, Ангуила, Антигуа и Барбуда, Аруба, Барбадос, Бахамски острови, Белиз, Бонер, Британски Вирджински острови, Венецуела, Гваделупа, Гватемала, Гренада, Доминика, Доминиканска република, Кайманови острови, Колумбия, Коста Рика, Куба, Кюрасао, Мартиника, Мексико, Монсерат, Никарагуа, Панама, Португалия (Азорски острови), Пуерто Рико, Саба, Свети Мартин, Сейнт Винсент и Гренадини, Сейнт Китс и Невис, Сейнт Лусия, Сен Бартелми, Сен Естатиус, Синт Мартен, Търкс и Кайкос, Хаити, Хондурас и Ямайка.